# Fratelli Delli
I fratelli Delli sono artisti dell'inizio del Rinascimento, XV secolo.

## Dubbi e controversie sulle loro identità
I fratelli sono tre: Dello Delli, Nicolò Fiorentino, Sansone Delli.

Per secoli e secondo alcuni storici d'arte d'oggi Dello Delli e Nicolò Fiorentino sono la stessa identica persona, ma secondo studi più approfonditi e più moderni sembra abbastanza evidente che questo equivoco è frutto di un contratto firmato nel 1445 fra la curia cattedralizia di Salamanca (Spagna), e Nicolò Fiorentino.
I primi dubbi seri attorno all'identità dei Delli sorgono a partire dal 1951, data in cui lo storico catalano Jorge Rubio pubblicò un importante documento, ancor oggi poco conosciuto, che per la prima volta invitava a riconsiderare l'identificazione di Dello Delli con Nicolò Fiorentino.
Si tratta di una lettera, datata 2 giugno 1446, trovata nell'Archivio della Corona d'Aragona, scritta dal Re Alfonso il Magnanimo, da Napoli e diretta a Don Alfonso de Pimentel, conte di Benevento, in cui si chiede l'intercessione del re Juan II di Castiglia affinché conceda al signor Daniel Florentino, il permesso per lavorare nelle opere di Castel Nuovo di Napoli.
In primo luogo, dobbiamo segnalare che il Re Alfonso d'Aragona, che si esprime in castigliano, chiama il nostro artista: “Daniel Florentino” e non “Nicolás”, come indica il contratto della volta del Giudizio Universale.

In secondo luogo, dalla lettera si deduce che in questa data il citato “Daniel Florentino” era al servizio del re di Castiglia e non al servizio della Curia cattedralizia di Salamanca, come lo era Nicolò Fiorentino, controparte del contratto degli affreschi.
 D'altra parte, le parole del re Alfonso V ci fanno capire che, a quella data, il più grande desiderio dell'artista era rimanere in Italia.
Infine, il documento prova che la pittura non era l'unica occupazione di Dello Delli in Spagna, come dimostra il fatto che l'artista sia qualificato come “Mayor Fabrice Magister”, dal re Juan II di Castiglia e che lo stesso Alfonso d'Aragona riconosce la sua volontà di occuparlo nelle opere di Castelnuovo di Napoli.

E così, il documento finalmente mette in dubbio l'identificazione dell'artista impegnato a Napoli con l'artista che firma il contratto dell'affresco del Giudizio Universale della Cattedrale Vecchia di Salamanca, nel dicembre del 1445, con promessa di terminare l'opera in un anno e mezzo. D'altro canto, risultava alquanto insolito che uno stesso artista fosse conosciuto con tanti nomi diversi.
La prova definitiva fu presentata nel 1968 da Adele Condorelli con un minuzioso esame del catasto fiorentino che, inspiegabilmente, non era mai stato consultato a questo scopo.

Nei documenti del catasto fiorentino del 1427, 1430 e 1433 troviamo perfettamente indicati i nomi dei genitori di Dello, di Dello e dei suoi quattro fratelli, Margherita, Jacopo, Sansone e Nicolò.

Nel catasto del 1430 si accenna alla professione di ognuno dei fratelli. Si può leggere che Sansone, di 11 anni, lavorava come “apprendista orefice”, Dello di 26 anni, lavorava come pittore, Jacopo continuava la tradizione paterna e per questo lavorava in sartoria, e “Nicolao”, di 14 anni, viene registrato come “apprendista pittore”.

Cosicché la questione risultò finalmente chiarita.

## Dello Delli: biografia cronologica

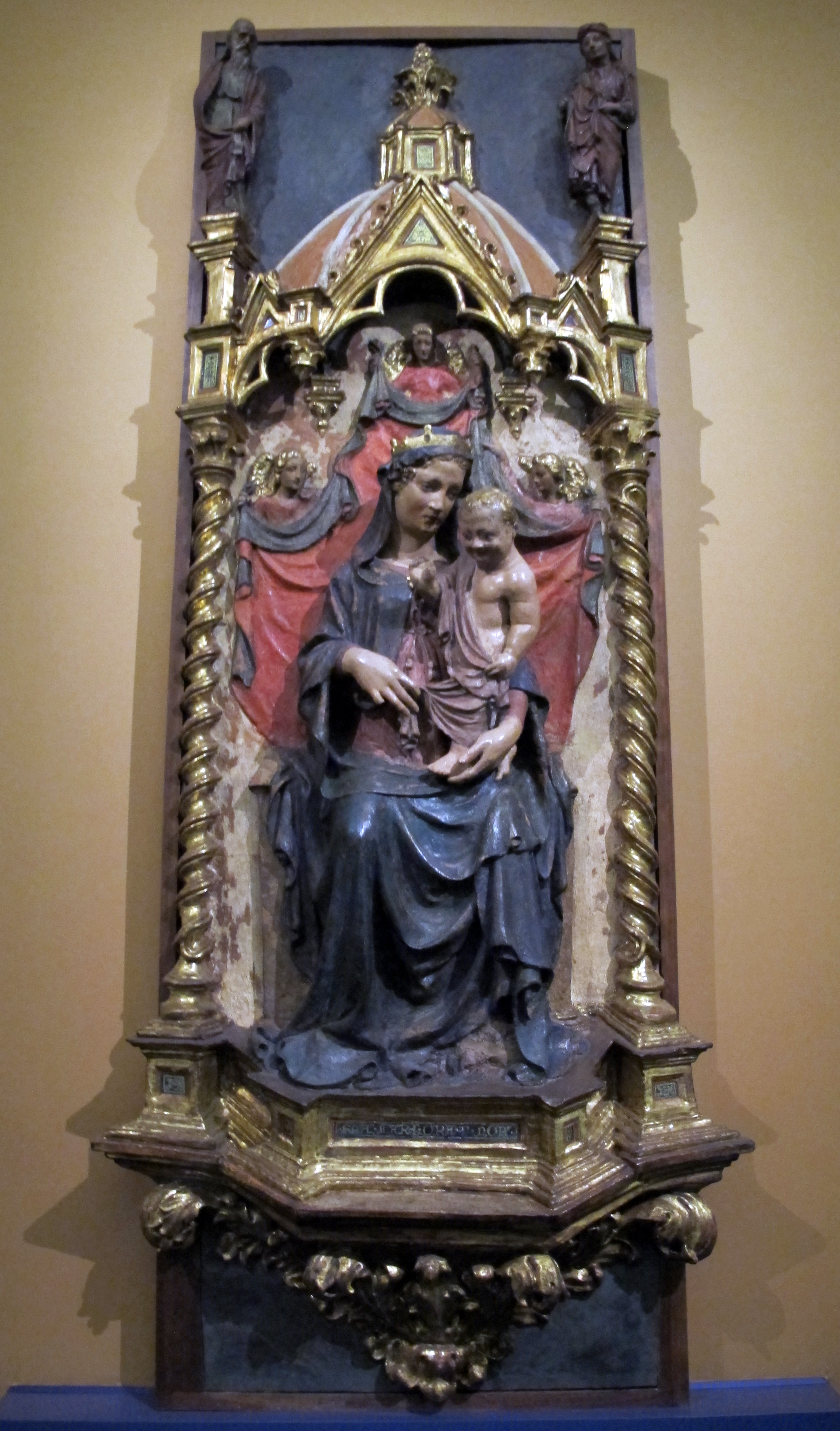
Dello Delli, Madonna col Bambino e angeli, 1420-25

- 1404: Daniello (Dello) Delli nacque a Firenze, figlio di “Nicholò di Dello” (farsettaio, cioè sarto) e di Monna Orsa.
- 1420 circa: Nell'Oratorio del Crocifisso a Pelago, negli arredi interni, c'è una croce lignea attualmente conservata nell'altare maggiore dell'oratorio da datare attorno a questa data. Sembra opera di un artista donatelliano anche se alcuni la attribuiscono a Dello Delli.
- 1421-1423: Realizzò una serie di Apostoli, un'Incoronazione della Vergine e un Cristo Signore che ostende la ferita del costato o Cristo della Passione in terracotta per decorare le porte della chiesa e dell'ospedale di Santa Maria Nuova di Firenze e una Pietà sempre in terracotta per la chiesa della Santissima Annunziata. Raggiunse, inoltre, una buona reputazione di pittore delle “figure piccole” come le decorazioni e gli ornamenti di camere interne, cassoni, letti e spalliere.
- 21 novembre 1424: Nicolò Delli, padre di Dello fu condannato a morte per alto tradimento per aver abbandonato la piazza fortificata di Montecerro a favore di Filippo Visconti, nemico di Firenze. Dello scappò a Siena con suo padre e suo fratello Sansone.
- 21 marzo 1425 – 16 maggio 1425: Dello ricevette l'incarico e la retribuzione per un disegno di un orologio ("Il Mangia") con una statua di ottone e un quadrante dipinto per la torre del Palazzo Comunale di Siena.
- 11 luglio 1427: Dello fuggì di nuovo con suo padre a Venezia, dove rimase probabilmente fino al 1430.
- febbraio 1430: Nel catasto (n. 345, carta 298 del 1430) è documentato ufficialmente come “dipintore”.
- 1430 – 1433: Dello lavorò nuovamente a Firenze. Nel catasto fiorentino del 1433 vengono citati i Banchieri Peruzzi fra i debitori dell'artista.
- 26 gennaio 1433: Dello si iscrisse alla Matricola dell'Arte dei Medici e Speziali di Firenze, la corporazione di artisti della città. Intorno a questa data è molto probabile, secondo la testimonianza di Vasari, che lavorasse, insieme a Paolo Uccello, negli affreschi, impostati sul ciclo iconografico del libro della Genesi, del Chiostro Verde di Santa Maria Novella, in particolare nell'affresco di Giacobbe carpisce la benedizione d'Isacco in luogo del primogenito Esaù.
- 10 ottobre 1433: Un pittore nativo della Sardegna, al tempo facente parte del regno aragonese, Ambrosio Salari, compare davanti ad un notaio di Firenze per nominare un procuratore a Barcellona (il pittore catalano Bernard Martorell) per detenere Dello Delli in Spagna al di fine di saldare il debito di dodici fiorini d'oro che l'artista aveva contratto il 24 ottobre del 1432. Dello potrebbe aver iniziato la sua carriera spagnola a Barcellona e in altri centri del Regno Aragonese, prima del suo soggiorno in Castiglia; documenti non pubblicati lo situano come scultore nel chiostro della chiesa di Sant'Anna e nella Cattedrale di Barcellona nonché nella Cattedrale di Valencia.
- 1433 - 1445: Dello visse in Spagna, lavorando nella Corte del re Giovanni II di Castiglia e arrivando ad ottenere il titolo di cavaliere. Probabilmente realizzò un telo che rappresenta La Battaglia di Higueruela, nell'Alcázar di Segovia, copiato nel XVI secolo dai Bergamaschi nella Sala delle Battaglie dell'Escorial.
- 1439 (?) – 1442: Dello fu a Salamanca. Realizzò alcuni pannelli del retablo dell'altare maggiore della Cattedrale vecchia di Salamanca, di cui, a quanto pare, ne era l'addetto principale.
- 2 giugno 1446: Dello lavorò probabilmente a Napoli presso il re Alfonso V d'Aragona nelle opere di Castel Nuovo. Il re Alfonso scrisse una lettera a suo cugino Giovanni II di Castiglia affinché concedesse a Dello il permesso di lavorare nella corte napoletana.
- 27 giugno 1446: Dello ritornò a Firenze per convalidare il titolo nobiliare di cavaliere che gli era stato riconosciuto in Spagna. La Signoria gli riconosce il titolo e gli concede il distintivo “della libertà e del popolo”.
- 1460 - 1466: Filarete menzionò Dello nel suo Trattato di Architettura, nominandolo fra gli architetti italiani ancora vivi, che vivevano in Spagna e che avrebbe voluto impiegare nella costruzione della “Sforziada”.
- Vasari parla della morte di Dello all'età di 49 anni, ma, a quanto pare, sarebbe morto molto più tardi.

## Vita e opere di Nicolò Fiorentino
- 1413	Nasce a Firenze.
- 1430	È apprendista-pittore, sempre a Firenze.
- 1442	Nicolò non appare più nel catasto fiorentino, di modo che possiamo supporre che sia l'anno della sua partenza per la Spagna.
- 1442-1445 ca.	Nicolò è a Salamanca; lavora insieme ai suoi fratelli Dello e Sansone al retablo della Cattedrale Vecchia, realizzando gli ultimi cinque pannelli, motivo per cui, verrà considerato l'artista più capace e meritevole per affrescare la volta con il Giudizio Universale; viene incaricato a realizzare una tavola rappresentante Santa Isabella Regina d'Ungheria  (fig. 3 e 4) presso il convento delle monache dell'ordine di San Francesco e Santa Isabella di Salamanca.
- 15 dicembre 1445	Nicolò firma un contratto con la curia cattedralizia di Salamanca per affrescare la volta (il Giudizio Universale) e i muri laterali della cappella maggiore della cattedrale. Il contratto indica che il retablo era stato appena installato. La scadenza per portare a termine gli affreschi è di un anno e mezzo.
- 13 aprile 1446	Nicolò si avventura nella provincia, infatti si trasferisce e lavora nella vicina località di Cantalapiedra, dove, grazie ad un documento, sappiamo che si compromette ad assumere come apprendista un ragazzo di Avila. Suo fratello Sansone firma il contratto a suo nome, a causa della sua temporanea assenza. Lavora anche per la chiesa di San Pietro a Calvarrasa de Abajo, un piccolo paese a dieci chilometri da Salamanca, dove probabilmente realizza un retablo sulla Vita della Vergine e Infanzia, Passione, Morte e Resurrezione di Cristo e sul tema agiografico di San Martino.
- settembre 1469 La fine degli anni '60 risultano essere per Nicolò anni di fame e povertà. Fortunatamente c'è chi crede ancora nel suo talento, infatti nel settembre del ‘69 la curia cattedralizia di Valencia manda in Castiglia il procuratore Joan Ridaura per contrattare Nicolò, affinché accetti l'ardito compito di restaurare gli affreschi dell'altare maggiore della cattedrale andati persi a causa di un incendio. La curia gli propone, come prima realizzazione, un'Adorazione dei Magi per la Sala Capitolare.
- 6 ottobre 1469	Nicolò a causa di una malattia ha difficoltà ad iniziare i lavori per la cattedrale valenciana
- 12 febbraio 1470	Nuova ricaduta della malattia. Il chirurgo Llopis viene pagato 10 libre per la cura della malattia.
- 11 luglio 1470	La curia cattedralizia fissa come retribuizione 150 monete come prezzo dell'esecuzione dell'affresco della Sala Capitolare, ma l'artista, gravemente ammalato non può terminare l'opera, per cui si assumono altri due pittori, Baro e Juan de Oliva, per il suo compimento.
- novembre 1470	Lo stato di salute di Nicolò Fiorentino peggiora gravemente tanto da essere costretto a ritornare all'Hospital d'Ensorel dove muore pochi giorni dopo.
- marzo 1471	Il suo guardaroba e parte dei suoi beni sono venduti al pubblico dalla Curia cattedralizia di Valencia per pagare i suoi debiti.

## Vita e opere di Sansone Delli
- 1416	Sansone nasce a Firenze.
- 1427	Si trova a Venezia con il padre e il fratello Dello.
- 1430	Sia Dello che Sansone, tornano a Firenze.
- 1432	Sansone è in Spagna, precisamente a Siviglia: decora alcuni Libri del Coro della Cattedrale.
- 1434	Nei dintorni di Siviglia, esattamente a Santiponce, realizza la decorazione murale del Patio de los Evangelistas (Cortile degli Evangelisti) del monastero di San Isidoro del Campo.
- 1440 ca.	Salamanca: in un documento, scoperto da Antonio Casaseca, ma rimasto inedito, Nicolò Fiorentino ordina che si paghi una certa quantità a suo fratello Sansone per i lavori effettuati nella Cattedrale di Salamanca: prova inconfobile dell'effettiva collaborazione di Sansone in alcuni pannelli del retablo maggiore. Realizza insieme a Dello un Cristo alla Colonna (con donatori), molto probabilmente una bozza per il pannello sulla Flagellazione.
- 1450-1460	Viene chiamato ad Avila, quindi lascia la città di Salamanca. Nei primi anni realizza una predella della pala d'altare nella chiesa eremita di San Segundo.
- 16 gennaio 1460	Sansone è pagato per una pala d'altare nella Cappella di Santo Stefano dietro il coro della Cattedrale di Avila.
- 10 settembre 1462	Sansone è nominato ufficialmente pittore della Cattedrale di Avila compromettendosi a non lavorare fuori Avila senza il permesso della Curia Cattedralizia. Gli vengono commissionati due retabli per gli angoli del chiostro e uno per la Cappella di Sant'Antonio.
- 1465-1476	Lavora regolarmente per la decorazione dei muri del chiostro della Cattedrale di Avila, collaborando con altri pittori come García del Barco e Fray Pedro de Salamanca.
- 16 aprile 1466	Sansone firma un contratto di apprendistato della durata di cinque anni con la madre di un ragazzo, residente ad Avila, come delegato di suo fratello Nicolò, al momento assente, in quanto residente a Cantalapiedra.
- 1460-1470	Realizza la pala d'altare Vergine con Gesù Bambino e Sant'Anna
- 1475	Gli viene ordinato un affresco su Santa Maria e il Giudizio Finale.
- Dal 24 maggio 1462 al 26 febbraio 1490 	Sansone realizza una serie di affreschi e altre opere nella Cattedrale di Avila e nel suo adiacente chiostro.